# Beebe
Pour les articles homonymes, voir Beebe (homonymie).
Beebe est une ville américaine située dans le comté de White, en Arkansas.

## Géographie

### Situation
Beebe est situé à 32 miles au nord de Little Rock, la capitale de l'Arkansas. La ville siège du comté de Searcy, Marshall est à 17 miles au nord de Beebe. Conway est à 30 miles à l'ouest.

## Urbanisme

### Voies de communication et transports

#### Accès routier
Beebe est situé sur un couloir de transport à croissance rapide, à l'intersection de la U.S. Highway 67/167 et U.S. Highway 64.

## Toponymie
La ville doit son nom à Roswell Beebe, membre d'une famille autrefois très impliquée dans l'industrie du chemin de fer (qui traverse la ville).

## Histoire

### Époque contemporaine
Cet ancien village a été incorporé en 1875 dans la communauté de Beebe, au centre de l'Arkansas.

#### Phénomène exceptionnel: une pluie d'oiseaux la nuit du nouvel an
Le 31 décembre 2010, une nuée d'oiseaux s'est abattue sur la ville vers 23 h-23 h 30. Environ 5 000 carouges à épaulettes ont été dénombrés tombés morts dans une zone de moins d'un mile de circonférence. Aucune autre espèce d'oiseaux, hormis quelques étourneaux, n'a été recensée. Les ornithologues ont constaté des traumatismes corporels sur certains carouges sans en connaître la cause exacte, invoquant la possibilité d'un foudroiement en altitude ou les feux d'artifice du nouvel an qui auraient pu créer une panique mortelle chez les oiseaux,.
Le calendrier des manifestations de la commune n'indique pas qu'un feu d'artifice ait été prévu cette nuit-là.

## Population et société

### Démographie
Au recensement des États-Unis de 2010, elle compte 7 315 habitants, faisant ainsi d'elle la deuxième ville la plus peuplée du comté après Searcy, le siège de comté.

#### Évolution du nombre d'habitants
| 1880 | 1900 | 1910 | 1920 | 1930  | 1940  | 1950  | 1960  |
| ---- | ---- | ---- | ---- | ----- | ----- | ----- | ----- |
| 428  | 904  | 873  | 995  | 1 108 | 1 189 | 1 192 | 1 697 |

| 1970  | 1980  | 1990  | 2000  | 2010  | - | - | - |
| ----- | ----- | ----- | ----- | ----- | - | - | - |
| 2 805 | 3 599 | 4 455 | 4 930 | 7 315 | - | - | - |

### Enseignement
Beebe a un système scolaire de 3 075 élèves et un campus sécurisé. En 2004, le district scolaire McRae a fusionné avec celui de Beebe. L'installation McRae abrite aujourd'hui Beebe Middle School.

#### Vie universitaire
L'université d'État de l'Arkansas est le plus gros employeur pour les habitants de Beebe. C'est l'une des plus grandes universités de l'État, qui inclut des formations en arts, sciences appliquées et sciences. Des programmes de formation technique et d'Art et divers cours en ligne sont également proposés. Sur le campus de Beebe, USS-Jonesboro offre un baccalauréat en huit domaines d'étude et de maîtrise dans trois domaines.